# Warm Guns
Warm Guns var et dansk band fra Aarhus dannet i 1978 af Lars Muhl. Bandet var bl.a. inspireret af senhalvfjerdsernes engelske New Wave scene og blev ofte sammenlignet med kunstnere som f.eks. Elvis Costello. Blandt bandets mere kendte sange er "The Young Go First" og "Wonderkids".

## Historie
Lars Muhl (vokal og keyboards) dannede Warm Guns i sommeren 1978 med Lars Hybel (guitar), Per Møller (guitar), Jacob Perbøll (bas) og Jens G. Nielsen (trommer). Bandet debuterede 2. juledag samme år på Århus Musikteater, hvor de spillede med bl.a. Lost Kids. Debutkoncerten blev optaget og udgivet i 1979 som minialbummet First Shot Live. Senere på året forlod Per Møller bandet der fortsatte som kvartet. Møller spillede efterfølgende med Anne Linnet Band.
I 1980 udkom det første studiealbum, Instant Schlager, udgivet på PolyGrams Vertigo selskab. Med sange som det mindre radiohit "The Young Go First", der opnåede en placering på Australiens Top 20, skabte Warm Guns interesse om sin musik men det store gennembrud udeblev.
Omkring årskiftet 1980-81 forlod Perbøll bandet, mens Frank Lorentzen (guitar) blev nyt medlem. Han medvirkede på det næste album Italiano Moderno fra 1981, hvor (TV2's) Georg Olesen hjalp til på bas. Albummet blev indspillet i København og London med producerne Nils Henriksen og engelske Rod Huison. 1981-82 forlod både Lorentzen og Nielsen Warm Guns. Nielsen for at hellige sig sit faste band Gnags og Lorentzen til fordel for Bamses Venner.
Nye medlemmer blev Kaj Weber (bas) og Troels Møller (trommer) der medvirkede på EPen 4 Heartbreakers Only (1982) og det tredje studiealbum Follow Your Heart Or Fall (1983). Albummet blev indspillet i Sweet Silence Studios i København med Nils Henriksen som producer. På den efterfølgende turné spillede Warm Guns bl.a. på årets Roskilde Festival, hvor live-albummet Hey-Hey-Hey Live Roskilde Festival 83 blev optaget. På turnéen var bandet udvidet med Lars Kiehn (keyboards) og Jacob Perbøll (guitar).
Efter en ny turne i 1984, hvor de bl.a. åbnede Roskilde Festival, opløstes Warm Guns senere samme år.
Lars Muhl:
"Koncerten på Roskilde i '83 blev vores hidtil bedste, og vi fik tilbudt så mange jobs bagefter, at vi røg ud på landevejene igen. Egentlig skulle den koncert have været vores afskedskoncert.
 - Vi havde svært ved at sælge plader, fordi vi var et undergrunds-poporkester, som man ikke rigtig kunne placere. Da vi startede på turnéen i '84, havde vi kæmpet i nogle år, uden at det rigtig var lykkes os at slå igennem. Så vi løb surt i det indbyrdes og stoppede efter turnéen."

Efter opløsningen påbegyndte Lars Muhl en solokarriere, Lars Hybel spillede med bl.a. The Intellectuals og C.V. Jørgensen og Jacob Perbøll blev senere medlem af Big Fat Snake.
I 1996 blev Warm Guns' fem albums udgivet på CD for første gang af CMC.

## Diskografi

### Albums
- Instant Schlager (1980)
- Italiano Moderno (1981)
- Follow Your Heart or Fall (1983)

### Live Albums
- First Shot Live (1979)
- Hey-Hey-Hey Live Roskilde Festival 83 (1983)

### Opsamlinger
- Hard Luck (1990)

### EPer
- 4 Heartbreakers Only (1982)

### Singler
- Hip Shot (1979)
- The Young Go First (1980)
- Arrivederci (1981)
- Wonderkids (1981)
- Bedtime Story (1983)